# 국가 과학 메달
국가 과학 메달(영어: National Medal of Science)는 미국 대통령이 행동 과학 및 사회 과학, 생물학, 화학, 공학, 수학 및 물리학 분야의 지식 발전에 중요한 공헌을 한 과학 및 공학 분야의 개인에게 수여하는 영예이다. 12명의 국가 과학 메달 대통령 위원회에서는 수상자를 선정할 책임이 있으며 NSF(미국 국립 과학재단)에서 관리한다.

## 역사
국가 과학 메달은 1959년 8월 25일 미국 의회의 Pub.L. 86–209 Pub.L. 86–209 법안에 의하여 창설되었다. 이 메달은 원래 "물리, 생물학, 수학 또는 공학 과학" 분야의 과학자에게 경의를 표하기 위한 것이다. 국가 과학 메달 위원회가 1961년 8월 23일 존 F. 케네디 대통령의 행정명령 10961호에 의해 설립되었다.
1979년 1월 7일, 미국 과학 진흥 협회 (AAAS)에서는 사회과학 및 행동과학을 포함하여 메달의 수상 범위를 확대할 것을 제안하는 결의안을 통과시켰다. 이에 대한 응답으로 테드 케네디 상원의원은 1979년 3월 7일 상원에 〈과학 및 기술 평등 기회법〉을 도입하여 이러한 과학 분야도 포함하도록 메달의 수여 범위를 확장했다. 지미 카터 대통령의 1980년 12월 12일 서명에 의하여 이 변경 사항은 공법 96-516으로 발효되었다.

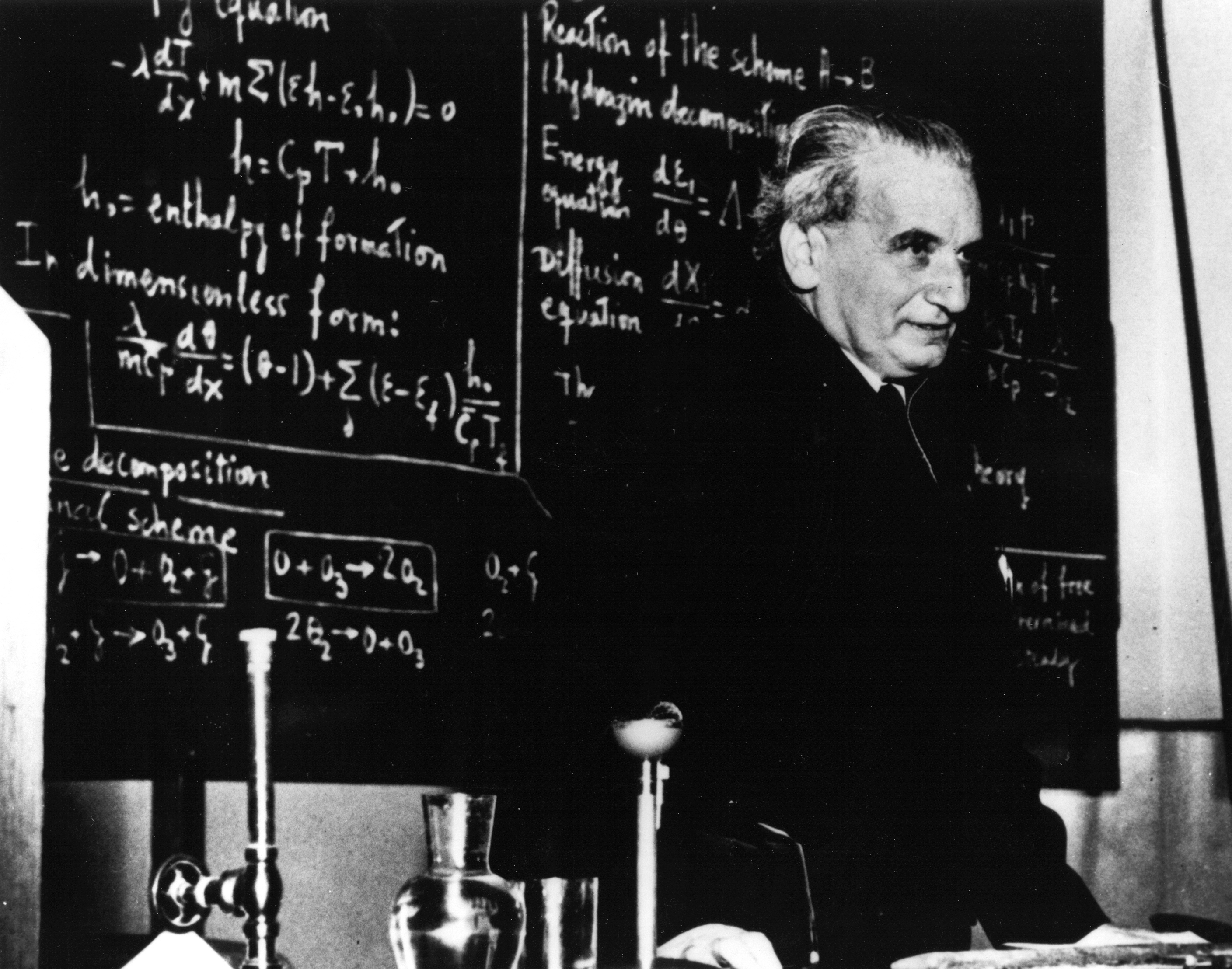
테오도르 폰 카르만

1992년에 국립 과학 재단은 국립 과학기술 메달 재단과 협의를 하여, 국가 과학 메달과 이와 매우 유사한 국가 기술 메달의 모두에 대한 상위 조직으로 국립 과학기술 메달 재단을 만드는 협정서에 서명했다.

최초의 국가 과학 메달은 1963년 2월 18일에 존 F. 케네디 대통령이 캘리포니아 공과대학교의 제트추진연구소에서의 작업으로 테오도르 폰 카르만에게 1962년에 수여했다. 폰 카르만의 수상을 위한 공적문은 다음과 같다.
항공학의 기초가 되는 과학 및 공학 분야에서의 지도력, 많은 역학 분야에서 효과적인 교육 및 관련 공헌, 군에 대한 탁월한 자문, 과학 및 공학 분야의 국제 협력 촉진에 대한 공로에 의하여 (이 상을 수여합니다).
국가 과학 메달을 받은 최초의 여성은 1970년 식물 유전학에 대한 연구로 수상한 바버라 매클린톡이다.
시상식은 백악관의 과학기술정책관실에서 주관하여 백악관에서 개최되며 현직 미국 대통령이 주재한다.
공법 86-209호에서는 매년 20명의 메달 수상자를 규정하고 있지만, 일반적으로는 매년 약 8-15명의 뛰어난 과학자와 엔지니어가 이 영예를 수상한다. 국가 과학 메달이 수여되지 않은 해도 여럿 있는데 여기에는 1985년, 1984년, 1980년, 1978년, 1977년, 1972년, 1971년이 포함되어 있다.
도널드 J. 트럼프 대통령은 재임 기간 동안 국가 과학 메달을 수여하지 않았다. 메달이 마지막으로 수여된 것은 2016년 5월 19일 버락 오바마 대통령이 2013년과 2014년 메달을 수여한 때였다.

## 수상 과정
매년 국립 과학 재단에서는 국가 과학 메달 수상 후보자 지명을 위해 과학계에 요청을 보낸다. 개인은 동료에 의해 지명되며 각 지명에는 과학 및 기술 분야의 개인으로부터 3장의 추천서가 필요하다. 그 후 후보 명단은 12명의 과학자와 백악관의 과학기술 정책실 (OSTP) 국장 및 미국 국립 과학원 (NAS) 2명의 외부 위원 등 대통령 지명자 14명으로 구성되는 국립 과학메달 위원회로 보내어진다.
위원회에 따르면, 수상 후보자는 미국 시민권을 신청하는 미국 시민권자 또는 영주권자로서 현저하게 뛰어난 업적을 수행했거나 해당 분야의 과학적 사고에 큰 영향을 미친 사람이어야 한다. 위원회에서는 또한 과학의 전반적인 발전을 촉진하는 사람과 과학 교육에 영향을 미친 개인을 높이 평가하지만 이러한 특성보다 획기적이거나 생각을 자극하는 연구가 더 중요하다. 후보자 지명은 3년 동안 유효하며 3년이 지나면 후보자의 동료가 후보자를 재지명할 수 있다. 위원회에서는 수상자 명단을 대통령에게 추천하여 최종 선정을 하도록 한다.

## 메달
국가 과학 메달의 형상은 대지와 바다와 하늘에 둘러싸여 자연을 이해하기 위해 고민하고 고군분투하는 인간을 묘사하고 있다. 그의 손에 있는 크리스탈은 우주의 질서를 상징하는 동시에 생명체의 기본 단위를 암시하기도 한다. 모래에 새겨진 공식은 과학적 추상화를 상징한다.

## 수상자
1962년 칼텍의 테오도르 폰 카르만 교수가 첫 메달을 받은 이후 지금까지 총 506개의 메달이 수여되었는데 전체 메달의 31% 이상을 차지하는 대학은 5개 대학에 불과하다. 수상 당시의 기관별 메달 수는 스탠퍼드 대학교가 40개로 가장 많고, 하버드대학교가 35개로 그 뒤를 잇는다. 이어 UC 버클리가 30개, 매사추세츠 공과대학이 29개, 캘리포니아 공과대학교가 25개로 그 뒤를 잇고 있다.
| 상위 기관 | 수상자 수 |
| --------- | --------- |
| 스탠포드  | 40        |
| 하버드    | 35        |
| 버클리    | 30        |
| MIT       | 29        |
| 칼텍      | 25        |
| 프린스턴  | 18        |
| 시카고    | 13        |
| UIUC      | 13        |
| 록펠러    | 12        |
| 컬럼비아  | 11        |
| 위스콘신  | 11        |

## 같이 보기
- 일반 과학 기술상 목록
- 국가 예술 메달
- 국가 기술 및 혁신 메달